# Kazajistán en los Juegos Paralímpicos
Kazajistán en los Juegos Paralímpicos está representado por el Comité Paralímpico Nacional de Kazajistán, miembro del Comité Paralímpico Internacional.
Ha participado en ocho ediciones de los Juegos Paralímpicos de Verano, su primera presencia tuvo lugar en Atlanta 1996. El país ha obtenido un total de dieciséis medallas en las ediciones de verano: cuatro de oro, siete de plata y cinco de bronce.
En los Juegos Paralímpicos de Invierno ha participado en ocho ediciones, siendo Lillehammer 1994 su primera aparición en estos Juegos. El país ha conseguido tres medallas en las ediciones de invierno: una de oro, una de plata y una de bronce.

## Medallero

### Por edición
| Evento              | Oro | Plata | Bronce | Total |
| ------------------- | --- | ----- | ------ | ----- |
| Atlanta 1996        | 0   | 0     | 0      | 0     |
| Sídney 2000         | 0   | 0     | 0      | 0     |
| Atenas 2004         | 0   | 0     | 0      | 0     |
| Pekín 2008          | 0   | 0     | 0      | 0     |
| Londres 2012        | 0   | 0     | 0      | 0     |
| Río de Janeiro 2016 | 1   | 1     | 0      | 2     |
| Tokio 2020          | 1   | 3     | 1      | 5     |
| París 2024          | 2   | 3     | 4      | 9     |
| TOTAL               | 4   | 7     | 5      | 16    |

| Evento              | Oro | Plata | Bronce | Total |
| ------------------- | --- | ----- | ------ | ----- |
| Lillehammer 1994    | 0   | 1     | 0      | 1     |
| Nagano 1998         | 0   | 0     | 0      | 0     |
| Salt Lake City 2002 | 0   | 0     | 0      | 0     |
| Turín 2006          | 0   | 0     | 0      | 0     |
| Vancouver 2010      | 0   | 0     | 0      | 0     |
| Sochi 2014          | 0   | 0     | 0      | 0     |
| Pyeongchang 2018    | 1   | 0     | 0      | 1     |
| Pekín 2022          | 0   | 0     | 1      | 1     |
| TOTAL               | 1   | 1     | 1      | 3     |

### Por deporte
| Evento                    | Oro | Plata | Bronce | Total |
| ------------------------- | --- | ----- | ------ | ----- |
| Atletismo                 | 0   | 0     | 1      | 1     |
| Judo                      | 1   | 4     | 3      | 8     |
| Levantamiento de potencia | 2   | 1     | 0      | 3     |
| Natación                  | 1   | 1     | 1      | 3     |
| Tiro                      | 0   | 1     | 0      | 1     |
| TOTAL                     | 4   | 7     | 5      | 16    |

| Evento         | Oro | Plata | Bronce | Total |
| -------------- | --- | ----- | ------ | ----- |
| Biatlón        | 0   | 0     | 1      | 1     |
| Esquí de fondo | 1   | 1     | 0      | 2     |
| TOTAL          | 1   | 1     | 1      | 3     |